# Trochalopteron subunicolor
Trochalopteron subunicolor là một loài chim trong họ Leiothrichidae.